# تليف نقوي بدئي قبل تليفي
التليف النقوي البدئي قبل التليفي نوع نادر من سرطان الدم، صنفته منظمة الصحة العالمية كنوع مميز من الأورام النقوية التكاثرية في عام 2016. قد يتطور المرض إلى تليف نقوي بدئي (تليف نقي العظم)، على الرغم من أن معدل تطور المرض متغير ولا يحدث عند جميع المرضى. يمكن أن تتشابه أعراض التليف النقوي البدئي قبل التليفي مع أعراض كثرة الصفيحات الأساسية، لكن وجود التليف في نقي العظم هو العامل الرئيسي الذي يميز التليف النقوي البدئي قبل التليفي.

## التشخيص
لا بد من الفحص النسيجي لنقي العظم من أجل تأكيد تشخيص التليف النقوي البدئي قبل التليفي.

### المعايير الرئيسية للتشخيص
يجب أن يظهر في الفحص النسيجي لنقي العظم مايلي:
- تكاثر لانمطي في خلايا نقي العظم التي تنتج الصفيحات الدموية.
- تليف شبكيات لا يتجاوز الدرجة الأولى، وإذا وصل التليف للدرجة الثانية أو الثالثة يعتبر ذلك من معايير تشخيص التليف النقوي البدئي.
- تكاثر الخلايا الحبيبية (نوع من كريات الدم البيضاء).
- نقص إنتاج كريات الدم الحمراء.
- وجود نسيلات JAK2 أو CALR أو MPL أو علامات نسيلية أخرى.

### المعايير الثانوية للتشخيص
يجب توفر معيار واحد على الأقل من هذه المعايير الثانوية، بحسب تصنيف منظمة الصحة العالمية:
- فقر دم غير مفسر بحالة أخرى.
- زيادة عدد كريات الدم البيضاء.
- ضخامة الطحال.
- مستويات LDH أعلى من الحد الطبيعي.

### مقارنة مع تليف النقي البدئي
يعد تليف الشبكيات من الدرجة الثانية أو الثالثة معياراً كافياً لتأكيد تشخيص التليف النقوي البدئي.

### مقارنة مع كثرة الصفيحات الأساسية
يمكن أن يتشارك كل من التليف النقوي البدئي قبل التليفي مع كثرة الصفيحات الأساسية في عدة نقاط تشخيصية، مثل تكاثر خلايا النواءات الضخمة ووجود شذوذات فيها، لكن وجود تليف في الشبكيات في مرض التليف النقوي البدئي قبل التليفي أهم طريقة للتمييز بينهما.

## العلاج
يُكتفى بالمراقبة عند المرضى الذين لا يملكون عوامل خطورة للإصابة بالتخثر أو النزف الشديد. ينصح بجرعة منخفضة من الأسبرين للمرضى الذين ليس لديهم سوابق مرضية لتخثر الدم، أما بالنسبة للمرضى ذوي الخطورة المتوسطة يتركز العلاج على تحسين أعراض فقر الدم أو الأعراض الجهازية الأخرى.
يوُصى باستخدام مضادات التخثر الفموية عند المرضى الذين يملكون عوامل خطورة عالية، ويُعامل هؤلاء كمرضى تليف نقوي بدئي.

## تاريخ
وصف التليف النقوي البدئي قبل التليفي لأول مرة في عام 1976، ولكنه لم يدخل في تصنيف منظمة الصحة العالمية للأورام حتى عام 2001، ولم يصنف كمرض مستقل رسمياً حتى المراجعة التي أجريت في عام 2016.